# أمراض التكاثر اللمفاوي المرافقة لفيروس إبشتاين بار
أمراض التكاثر اللمفاوي المرافقة لفيروس إبشتاين بار، وتسمى أيضًا أمراض التكاثر اللمفاوي المرتبطة بفيروس إبشتاين بار أو EBV + LPD)) هي مجموعة من الاضطرابات التي يصاب فيها نوع واحد أو أكثر من الخلايا الليمفاوية (نوع من خلايا الدم البيضاء)، أي تُصاب الخلايا البائية، والخلايا التائية، والخلايا القاتلة الطبيعية والخلايا المنسجة بفيروس إبشتاين بار. يسبب ذلك انقسام الخلايا المصابة بشكل مفرط، ويرتبط بتطور العديد من الاضطرابات اللمفاوية التكاثرية غير السرطانية، وما قبل السرطانية، والسرطانية. تشمل الاضطرابات اللمفاوية التكاثرية الاضطرابات المعروفة التي تحدث أثناء العدوى الأولية بفيروس إبشتاين بار، وكثرة الوحيدات العدوائية، وعدد كبير من الاضطرابات اللاحقة التي قد تحدث بعد ذلك. عادة ما يشارك الفيروس في تطوير وحثّ الاضطرابات التكاثرية السرطانية، على الرغم من أنه في بعض الحالات قد يكون بريئًا، أي موجود في المرض ولكنه لا يساهم في حدوثه.
أمراض التكاثر اللمفاوي المرتبطة بفيروس إبشتاين بار هي فئة فرعية من الأمراض المرتبطة بالفيروس. تشمل الأمراض المرتبطة بالفيروس التي لا يحدث فيها تكاثر لمفاوي نسبة كبيرة (انظر عدوى فيروس إبشتاين-بار)، بما فيها الاضطرابات المناعية مثل التصلب المتعدد والذئبة الحمامية الجهازية، وأورام خبيثة مثل سرطانات المعدة، وساركوما الأنسجة الرخوة، وساركومة عضلية ملساء، وسرطان البلعوم الأنفي غير المتمايز، والاضطرابات التي تصيب الأطفال مثل متلازمة أليس في بلاد العجائب، والرنح المخيخي الحاد.
يُصاب حوالي 95% من سكان العالم بفيروس إبشتاين بار. قد يتسبب الفيروس أثناء العدوى الأولية بارتفاع عدد كريات الدم البيضاء، وتظهر على المريض أعراض طفيفة غير نوعية، وقد لا تظهر أي أعراض. على أي حال سيدخل الفيروس مرحلة الكمون في مضيفه ويصبح الفرد المصاب حاملًا للفيروس مدى الحياة لكن دون ظهور أي أعراض. وبعد أسابيع أو شهور أو سنوات أو عقود يتطور عند نسبة صغيرة من هؤلاء الحملة، خاصة أولئك الذين يعانون من نقص المناعة، أمراض التكاثر اللمفاوي المرافقة لفيروس إبشتاين بار. عالميًا، ترتبط نسبة 1 إلى 1.5% من كل السرطانات بإصابات متعلقة بفيروس إبشتاين بار. الغالبية العظمى من هذه السرطانات المرتبطة بالفيروس هي أمراض التكاثر اللمفاوي. إن الأشكال غير الخبيثة، والخبيثة، ومحتملة الخباثة من أمراض التكاثر اللمفاوي المرافقة لفيروس إبشتاين بار لها تأثير كبير على الصحة العالمية.
يتبع تصنيف وتسمية أمراض التكاثر اللمفاوي الواردة هنا التنقيحات التي أجرتها منظمة الصحة العالمية في عام 2016. يقسم هذا التصنيف أمراض التكاثر اللمفاوي المرافقة لفيروس إبشتاين بار إلى خمس فئات هي: التكاثر اللمفاوي الارتكاسي المرتبط بفيروس إبشتاين بار، والاضطرابات التكاثرية اللمفاوية للخلايا البائية المرتبطة بفيروس إبشتاين بار، والاضطرابات التكاثرية اللمفاوية للخلايا الطبيعية القاتلة المرتبطة بفيروس إبشتاين بار، واضطرابات التكاثر اللمفاوي المرتبطة بالعوز المناعي المرتبط بالإصابة بفيروس إبشتاين بار، واضطرابات النسيج المتغصن المرتبط بفيروس إبشتاين بار.

## الفيزيولوجيا المرضية

### الخلايا اللمفاوية المرتبطة بأمراض التكاثر اللمفاوي المرافقة لفيروس إبشتاين بار
في «نموذج المركز المنتش، في العقد اللمفاوية» للنضج الطبيعي للخلايا البائية، تدخل خلايا بائية غير بالغة المراكز المنتشة للغدد الليمفاوية والأنسجة اللمفاوية الأخرى وتتخصص لإنتاج الأجسام المضادة الوظيفية، وتمر خلال ذلك بمراحل خلوية هي الأرومات الليفية والأرومات المنتشة والخلايا المنتشة والخلايا البائية الذاكرة، لتعطي في النهاية الخلايا البلازمية. يحدث خلال عملية النضج هذه إعادة ترتيب جينات الخلايا البائية في مواقع متعددة. أول خلية لمفاوية تصاب بفيروس إبشتاين بار هي الخلية البائية غير البالغة، من ثم يعبّر الفيروس عن الجينات التي تتحكم في تطور هذه الخلية من خلال مراحل النضج التي ذكرناها سابقًا، فقد يجبر الخلية البائية غير الناضجة المصابة بالتوقف عن التطور خلال أحد المراحل، ويعجز بذلك الجهاز المناعي عن كشف الخلل الحاصل مما سيؤدي إلى تكاثرها وانتشارها بشكل مفرط في الجسم، لتتطور بذلك إلى خلايا بائية مسببة لأمراض التكاثر اللمفاوي. قد يخرج الفيروس أيضًا من الخلية البائية التي أصابها في البداية ويغزو الخلايا التائية القاتلة الطبيعية، ويؤدي ذلك إلى عدم قدرة الجهاز المناعي على كشف الإصابة، بالتالي ستتكاثر وتنتشر في الجسم ويكون التكاثر اللمفاوي معتمد على الخلايا التائية القاتلة الطبيعية. الخلايا التي قد يصيبها فيروس إبشتاين بار هي الخلايا القاتلة القاتلة الطبيعية (خلايا NK)، وخلايا جاما دلتا تي (خلايا δ T)، وخلية تي القاتلة (CTL)، والخلايا التائية المساعدة، والخلايا الجرابية البائية المساعدة للخلايا التائية. إن الطرق التي يطور فيها فيروس إبشتاين بار خلايا منسجة متغصنة مصابة غير واضحة، إذ لا تعتبر الخلايا المنسجة المتغصنة خلايا لمفاوية بل أحد مكونات الأنسجة الضامة. ومع ذلك، تملك هذه الخلايا مستقبلات CD21 على سطح الغشاء (المعروف أيضا باسم مستقبلات المتممة نوع 2)، والتي تستخدمها فيروسات إبشتاين بار لدخول الخلايا البائية. قد يخرج فيروس إبشتاين بار من الخلايا البائية التي دخل إليها ويصيب خلايا جرابية متغصنة من خلال مستقبلات CD21 هذه. ومع ذلك، يُعتقد أن الفيروس أيضًا قادر على توجيه الخلية اللمفاوية التي يصيبها إلى التطور إلى خلية جرابية متغصنة.